# باريس (موسيقي)
باريس (بالإنجليزية: Paris) هو موسيقي ومنتج أسطوانات وملحن أمريكي، ولد في 29 أكتوبر 1967 في سان فرانسيسكو في الولايات المتحدة.

## وصلات خارجية
- الموقع الرسمي
- باريس على موقع IMDb (الإنجليزية)
- باريس على موقع ميوزك برينز (الإنجليزية)
- باريس على موقع إن إن دي بي (الإنجليزية)
- باريس على موقع أول ميوزيك (الإنجليزية)
- باريس على موقع ديسكوغز (الإنجليزية)
- باريس على موقع ديسكوغز (الإنجليزية)